# 蓋賴切山脈

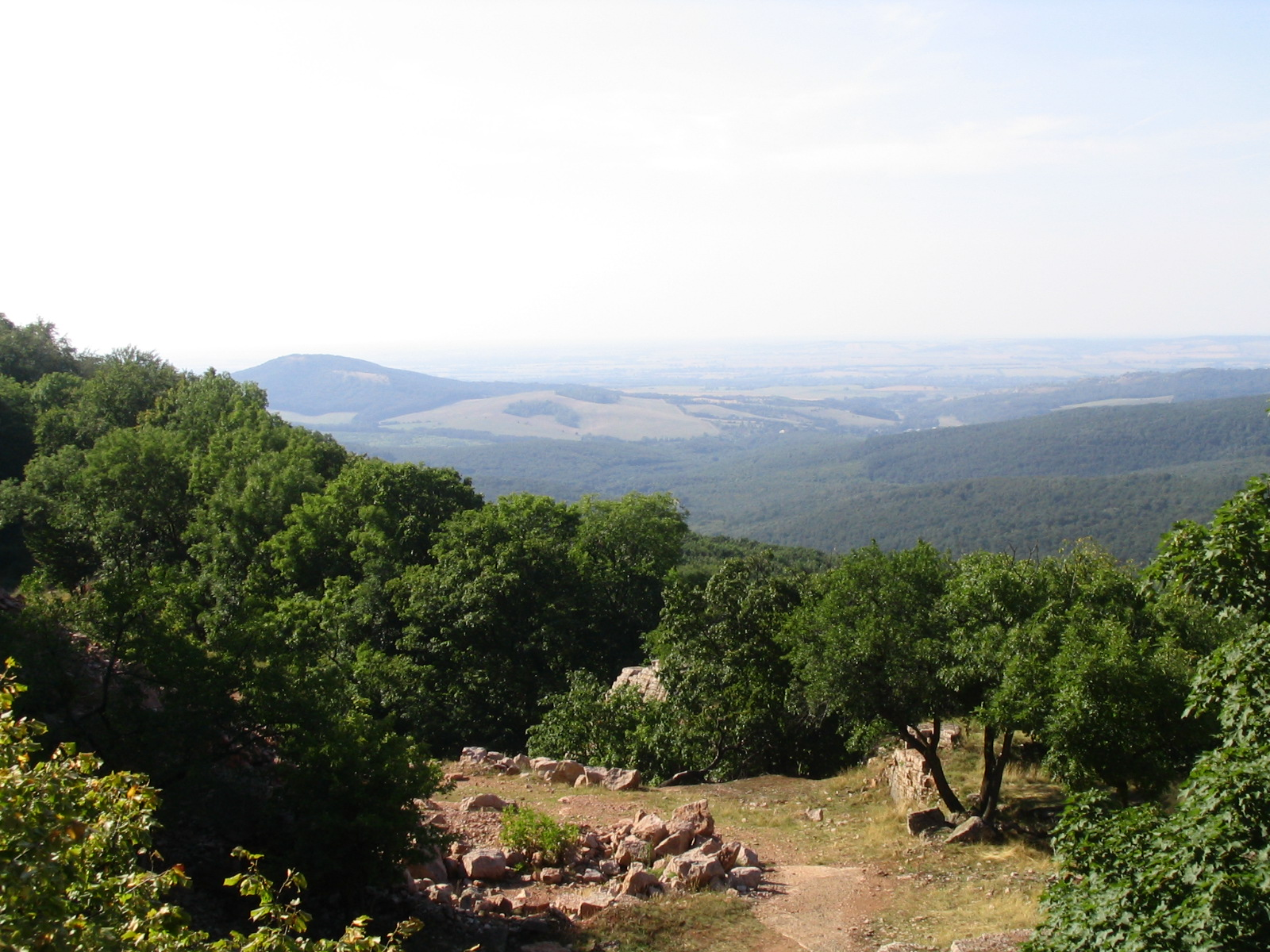

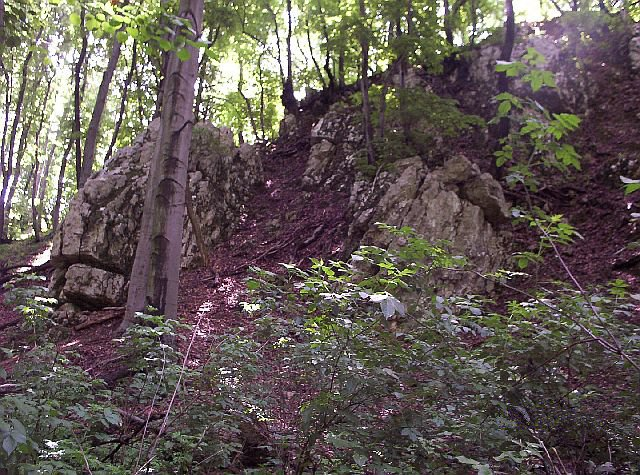

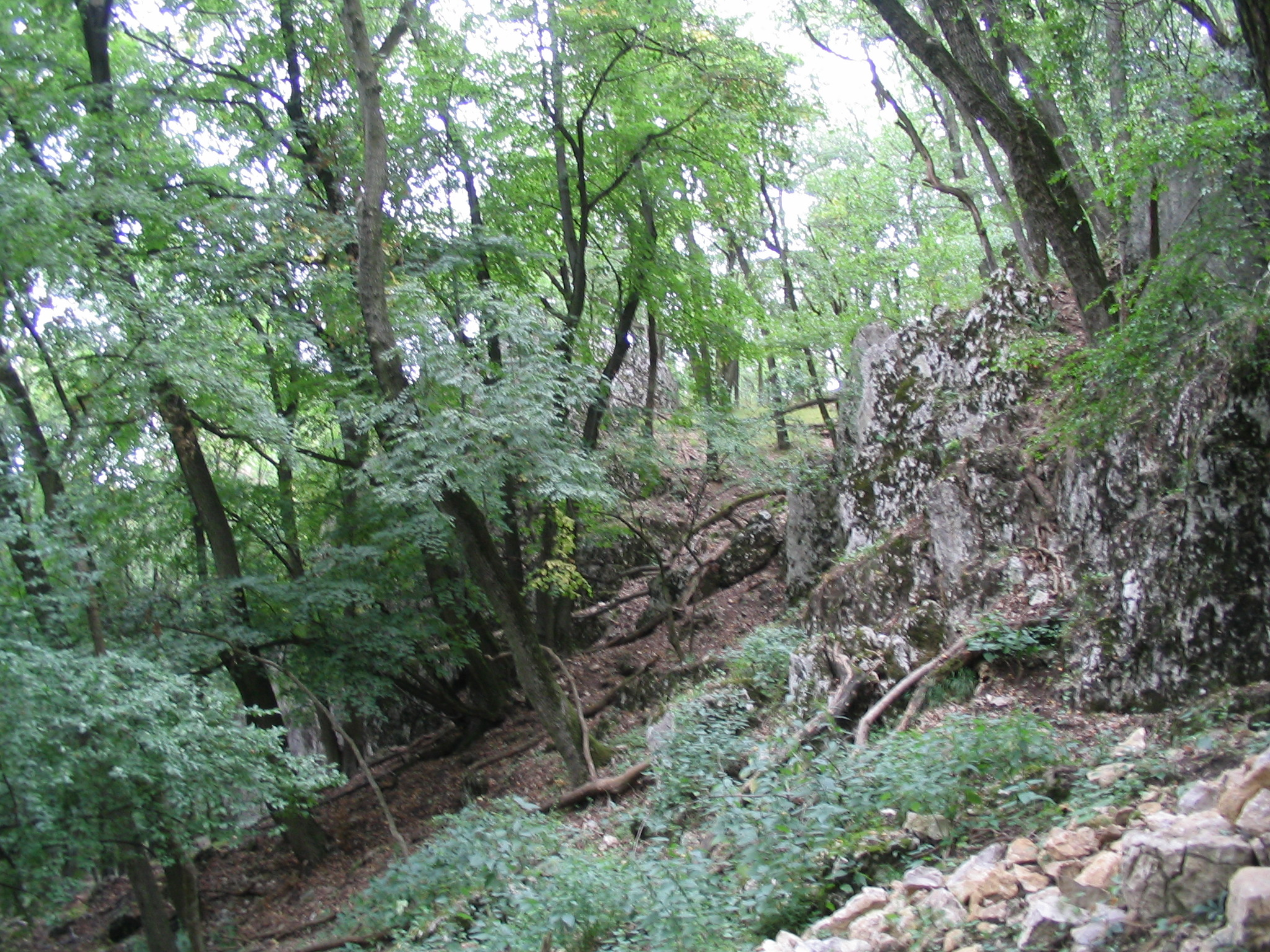

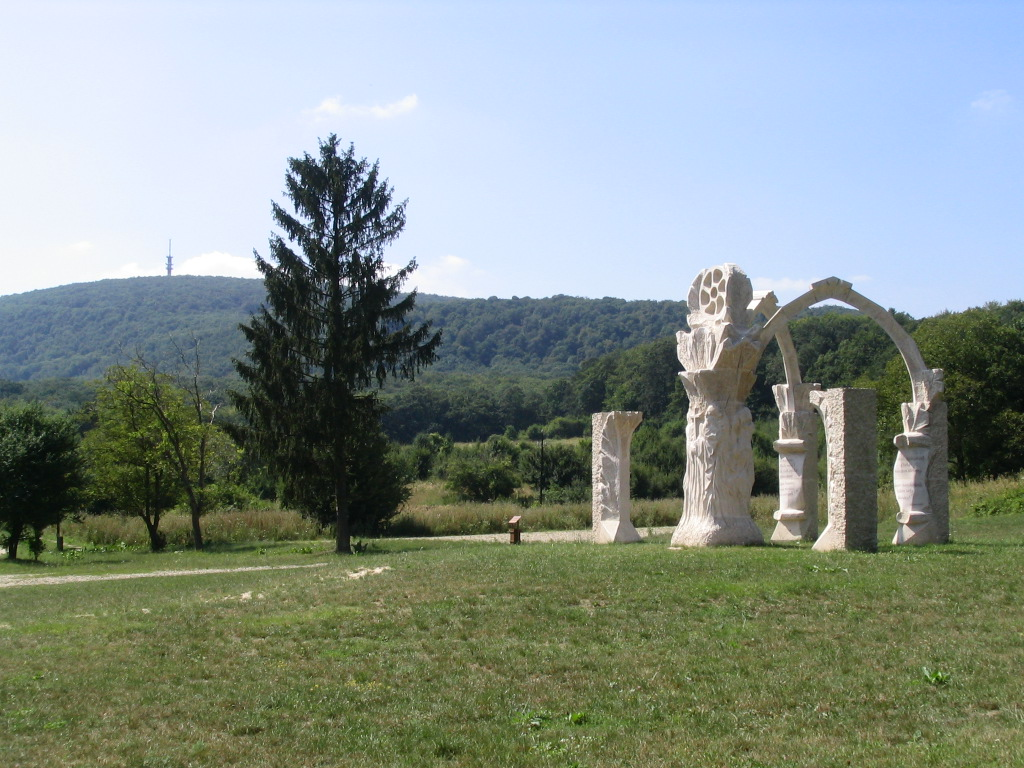

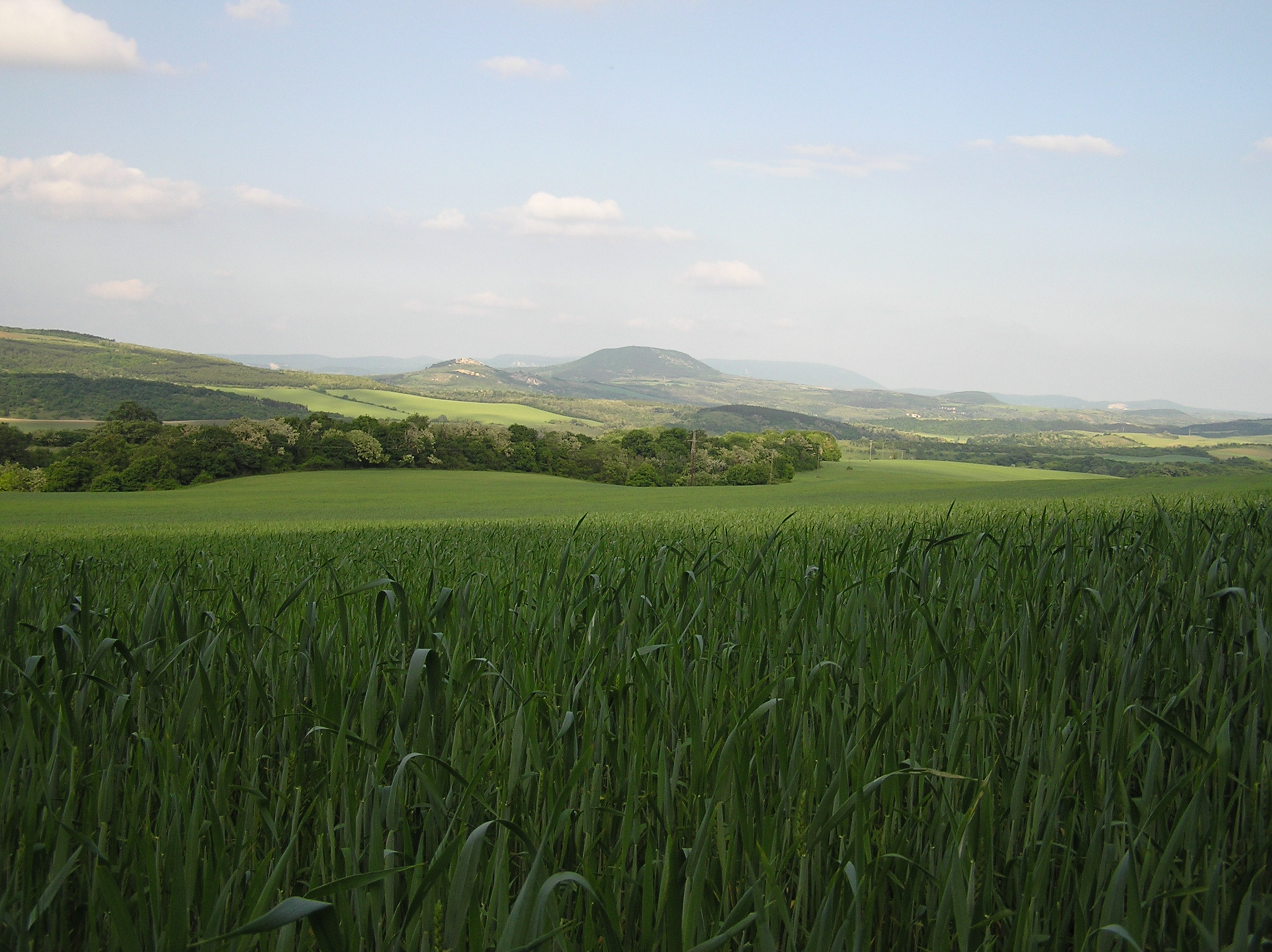

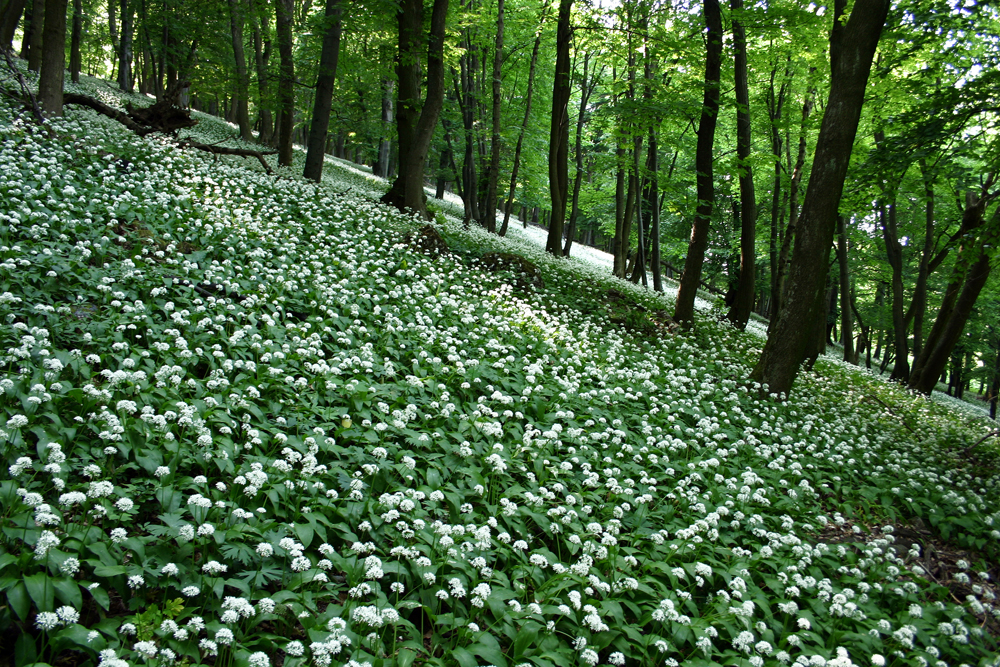

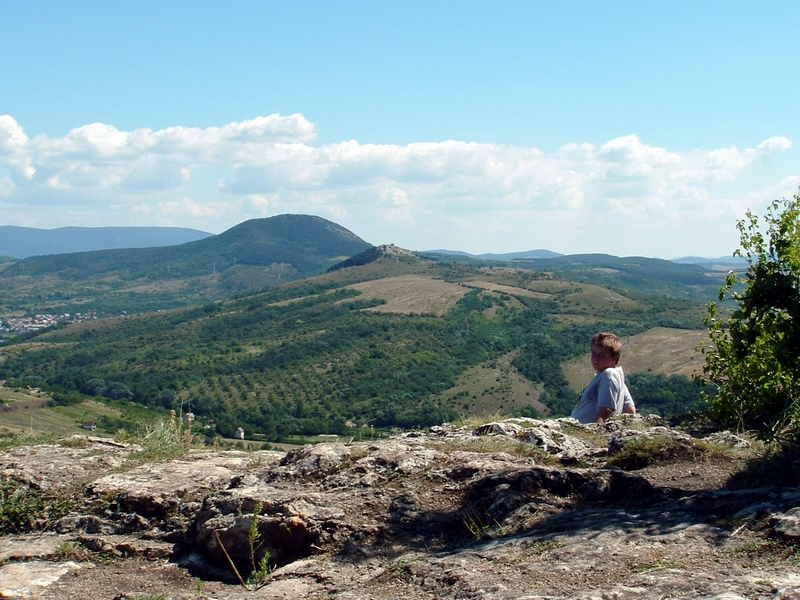

蓋賴切山脈是匈牙利的山脈，位於該國西北部，由科馬羅姆-埃斯泰爾戈姆州負責管轄，面積850平方公里，最高點海拔高度634米，山體由白堊岩和石灰岩組成。

## 外部連結
- https://web.archive.org/web/20160303191409/http://www.kektura.click.hu/keret.cgi?%2FOKT%2Fszovegek%2Fangol%2Ftour_05.htm
- gerecse.lap.hu （页面存档备份，存于） （匈牙利文）
- Gerecse （匈牙利文）
- Gerecse barlangjai （匈牙利文）
- Gerecsei Tájvédelmi Körzet （匈牙利文）